# Ezcaray (gemeente)
Ezcaray is een gemeente in de Spaanse provincie en regio La Rioja met een oppervlakte van 142,85 km². Ezcaray telt 2.069 inwoners (1 januari 2016).

## Geboren in Ezcaray
- Santiago Lope Gonzalo (23 mei 1871 – 25 september 1906), Spaans componist en dirigent.
- Álvaro Robredo (3 april 1994), wielrenner